# Kestilä
Kestilä és un municipi de la província d'Oulu, part de la regió d'Ostrobothnia del Nord, Finlàndia, fundat el 1867. La seva població és de 1.664 (1 de gener de 2006), i la seva superfície és de 606,71 km² dels quals 5,58 km² són aigua. La seva densitat és 2,9 habitants/km².